# Parupeneus crassilabris
Parupeneus crassilabris är en fiskart som först beskrevs av Valenciennes, 1831.  Parupeneus crassilabris ingår i släktet Parupeneus och familjen mullefiskar. IUCN kategoriserar arten globalt som livskraftig. Inga underarter finns listade i Catalogue of Life.